# Сигрист, Сергей Викторович
Сергей Викторович Сигрист (19 октября 1897 года, Санкт-Петербург — 8 августа 1986 года, Рим) — историк, специалист по истории дипломатии, участник «Кружка молодых историков», в 1930-е годы — политзаключённый и ссыльный. В годы Второй мировой войны был призван в РККА, в 1942 году, в период летнего отступления Красной армии, остался на оккупированной территории, сотрудничал с немецкой администрацией. После войны — эмигрант, близкий к монархическим кругам.
Родился в Санкт-Петербурге в семье известного врача-бальнеолога Виктора Фердинандовича Сигриста и его жены Наталии Дмитриевны, в 1917 году закончил курс Императорского училища правоведения. Работал в Центрархиве, в историко-экономической секции под руководством известного профессора истории Е. В. Тарле. Подготовил ряд работ и изысканий, связанных с историко-юридической темой и развитием международного права. Преподавал эти дисциплины в Петроградском университете и политехническом институте. Издавался в независимых исторических журналах и сборниках, в 1920-х годах вышли в печать две его книги: «У порога Великой войны: Балканы, как очаг европейских столкновений» (1924) и «Внешняя торговая политика СССР в международных договорах» (1927). Участвовал в работе Кружка молодых историков.
В 1929 году в Ленинграде начало разворачиваться так называемое «Академическое дело», в рамках которого были арестованы ведущие учёные общественных наук, в том числе — академики С. Ф. Платонов, Н. П. Лихачёв, Е. В. Тарле, М. К. Любавский, а также авторитетные профессоры и преподаватели ленинградских вузов и недавние выпускники, участники неформальных кружков. 4 февраля 1930 года среди арестованных оказался и Сигрист. Приговор состоялся через год — 10 февраля 1931 года он быд приговорён к 5 годам лагерей и последующему поражению в правах на 3 года. Сигрист был направлен на строительство Беломорканала. Весной 1932 года приговор был пересмотрен и заменён ссылкой, отбывать которую он был отправлен в лагерях Кузнецкстроя.
7 февраля 1933 года постановлением ОГПУ Сигрист был освобождён от нахождения в ссылке, но с запретом на проживание в Москве или Ленинграде. Два года он работал экономистом Средневолгстроя в Ярославле, затем в 1935 году переехал в Казань. Мать Сергея Викторовича и его жена Елизавета, дочь известного медика профессора А. К. Шенка, неоднократно обращались в приёмную Михаила Калинина (мать Сигриста была дочерью В. П. Мордухай-Болтовского, Калинин жил в детстве и юности в доме Мордухай-Болтовских) с просьбой о разрешении Сигристу проживать на даче Шенка в 42 километрах от Москвы. Очевидно, в итоге Сигристу было дано разрешение на проживание в Москве, так как в октябре 1941 года, с началом Великой Отечественной войны, он был призван в РККА Куйбышевским районным военкоматом города Москвы.
В ряде источников указывается, что Сигрист был повторно арестован в 1940 году. В своих мемуарах он писал, что воевал в составе штрафного батальона. Документальных подтверждений повторного ареста в исторических исследованиях нет, а первая штрафная часть была создана в Красной Армии 25 июля 1942 года, в то время, как Сигрист покинул свою часть при отступлении из Ростова-на-Дону 21 июля и перешёл на сторону немцев. В Ростове он был принят на работу в редакцию новой газеты «Голос Ростова», издаваемой под контролем оккупационных властей. По мере наступления Красной армии, Сигрист перезжал с коллаборационистской редакцией всё дальше на запад — в Мелитополь, в Симферополь в Крыму, публиковал статьи антисемитского характера в русскоязычной прессе Германии. В частности, он обвинял евреев в захвате российской науки, а своего учителя Тарле, которого Сигрист противоставлял Платонову и Лихачёву, называл «вожаком жидовства». К концу войны он находился в Брюсселе, откуда смог перебраться в Италию и избежал выдачи советским властям.
В послевоенные годы Сигрист продолжил работу в эмигрантских периодических изданиях, стал придерживаться резких монархических позиций, но антисемитских высказываний и обвинений в адрес бывших коллег в СССР больше не допускал. В 1953 году получил в Италии звание профессора, преподавал русскую литературу в Риме. Сотрудничал с римской библиотекой имени Гоголя, с издаваемым в Париже журналом «Возрождение», публикуя статьи и обзоры под псевдонимом Алексей Ростов. Издал несколько работ и воспоминаний по истории Академии наук в СССР в межвоенный период. Умер в Риме 8 августа 1986 года.